# 亮度标准偏差
亮度标准差，用於表示顯示器像素灰度的均勻程度，常用於學術界，该值越小说明像素灰度分布越集中，越大说明像素灰度分布越分散。